# Minas de Corrales
Minas de Corrales è un comune dell'Uruguay, situato nel Dipartimento di Rivera.